# Censure de Wikipédia

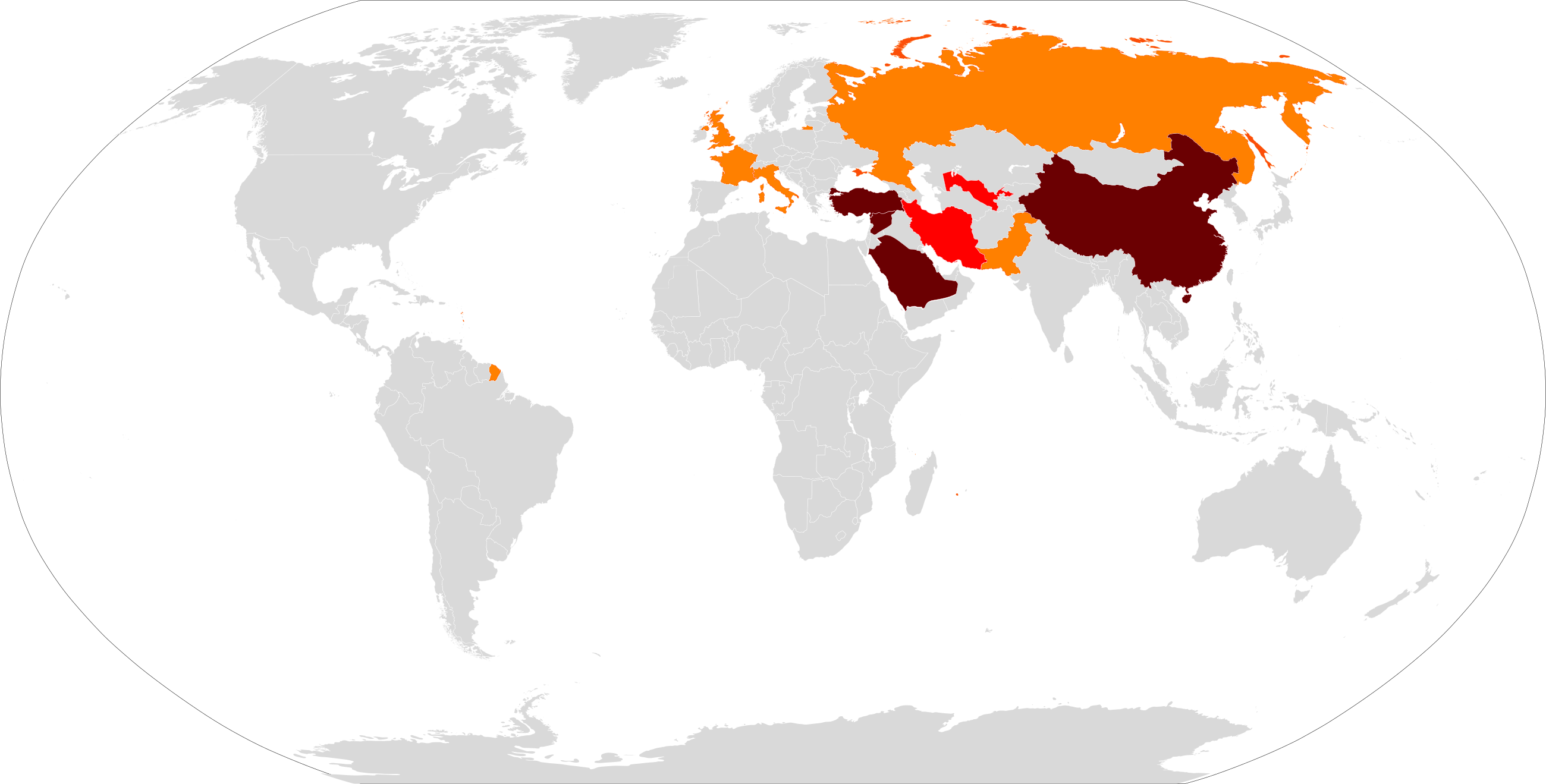
La carte des pays où l'encyclopédie Wikipédia a été bloquée par le gouvernement (en 2018) :
Conflit concernant certaines informations
Blocage partiel
Blocage complet
Aucune restriction connue

Wikipédia est sujette à la censure dans plusieurs pays, à des degrés divers. Dans certains cas, Wikipédia est censurée dans le cadre d'une censure de l'Internet. Dans d'autres, l'encyclopédie en ligne est partiellement censurée dans le but de prévenir la consultation d'informations jugées inappropriées ou offensantes.

## Pays

### Allemagne
Du 13 au 16 novembre 2008 la version allemande de Wikipédia fut fermée à la suite d'une plainte pour calomnie déposée par Lutz Heilman, ancien membre de la Stasi et député du parlement fédéral au moment de sa demande.

### Arabie saoudite
Le 11 juillet 2006, le gouvernement saoudien bloque l'accès à Google et Wikipédia à cause des contenus sexuellement explicites et politiquement sensibles,.

### Australie
En 2018, le juge Peter Kidd (en), chef de la cour de l'État de Victoria (en), émet un ordre de non-publication de toutes les preuves et du verdict d'un procès du cardinal australien George Pell. L'ordre de suppression s'applique à tous les États et territoires de l'Australie et à tout site ou autre format électronique ou de télédiffusion accessible en Australie, ce qui inclut clairement Wikipédia, qui est citée mais n'est pas poursuivie[source secondaire nécessaire].

### Biélorussie
Le 11 mars 2022, la police politique biélorusse GUBOPiK arrête et détient Mark Bernstein, un contributeur de Wikipédia en russe habitant à Minsk. Il lui est reproché l'édition de l'article sur l'invasion de l'Ukraine par la Russie (Вторжение России на Украину (2022)), dans le contexte de la loi russe sur les fausses informations, interdisant l'utilisant des mots « guerre », « invasion » ou tout autre élément de langage non approuvé par l’État (voir la section « Russie »). Son identité et ses informations personnelles ont été diffusées la veille sur une chaîne Telegram visant à dénoncer des personnes véhiculant « des matériaux anti-russes » sur le conflit,,.
Le 7 avril 2022, le tribunal de Brest condamne le contributeur de Wikipédia Pavel Pernikov à deux ans de prison pour des modifications de Wikipédia en langues russe et biélorusse. Il est reconnu coupable de discréditer la république de Biélorussie (article 369-1 du code pénal biélorusse).

### Chine
Wikipédia en chinois est en ligne depuis mai 2001. Elle reçoit une couverture médiatique favorable de la presse d'État dès 2004, mais est bloquée le 3 juin 2004 parce qu'il s'agit du 15e anniversaire des manifestations de la place Tian'anmen. Dans le but de lever le blocage, des contributeurs proposent d'appliquer une autocensure, mais la communauté de cette Wikipédia la rejette. Cependant, un article du journal International Herald Tribune compare des articles, notamment Mao Zedong et Taïwan, de cette Wikipédia à ceux de Wikipédia en anglais et conclut que les articles de la première sont « édulcorés et aseptisés » de toute controverse politique. Le 22 juin de la même année, la consultation est à nouveau autorisée sans explication. Elle est à nouveau bloquée en septembre pour des raisons inconnues, mais seulement quatre jours. Elle est ensuite bloquée en octobre 2005. Les contributeurs Shi Zhao et Cui Wei envoient des lettres aux techniciens et aux autorités dans le but de les amener à autoriser à nouveau la consultation : « En bloquant Wikipédia, nous perdons l'occasion de montrer la voix de la Chine au monde, ce qui permet aux cultes démoniaques, aux forces indépendantes de Taïwan et d'autres […] de montrer une image déformée de la Chine,. »
En octobre 2006, le journal The New York Times rapporte que Wikipédia en anglais a été débloquée en Chine, mais que celle en chinois est toujours bloquée. Le chercheur Andrew Lih (en) publie un billet où il mentionne qu'il ne peut toujours pas lire l'article en anglais sur les manifestations de la place Tian'anmen. Il observe que la Grande muraille pare-feu n'applique pas les mêmes règles pour tous les internautes chinois, elles sont appliquées selon l'endroit géographique de l'internaute. Reporters sans frontières a félicité la communauté chinoise pour son refus de s'autocensurer.
Le 10 novembre 2006, Lih rapporte que Wikipédia en chinois semble complètement débloquée, ce qu'il confirme quelques jours plus tard. Il mentionne que pendant le blocage, le nombre quotidien de nouveaux comptes se tient dans la fourchette de 300 à 400, alors qu'il monte à plus de 1 200 après, ce qui en fait la deuxième édition linguistique de Wikipédia après Wikipédia en anglais. Il observe également que le taux de création d'articles est plus élevé de 75 % pendant la semaine se terminant le 13 novembre que pendant la semaine précédente.
Le 16 novembre 2006, l'agence Reuters rapporte que la page d'accueil de Wikipédia en chinois s'affiche complètement à l'exception de quelques sujets politiquement interdits. Des rapports indiquent cependant que les deux Wikipédias sont à nouveau bloquées le 17 novembre. Le 15 juin 2007, la consultation des articles apolitiques de Wikipédia en anglais est à nouveau autorisée. Le 6 septembre 2007, IDG News indique que Wikipédia en anglais est à nouveau bloquée. Le 2 avril 2008, The Register mentionne que le blocage des deux Wikipédia est levé, ce que confirme la BBC. Cette levée coïncide avec l'arrivée des journalistes étrangers débarquant à Pékin pour la couverture des Jeux olympiques d'été de 2008 et la demande du Comité international olympique de garantir la liberté de la presse pendant les jeux. En septembre 2008, Jimmy Wales rencontre le journaliste et homme politique Cai Mingzhao, alors vice-président du State Council Information Office. Même si aucun accord n'est signé, Wales croit qu'un canal de communication a été établi entre Wikipédia et le gouvernement de la Chine. Depuis 2012, les internautes chinois peuvent consulter librement les deux Wikipédia, articles politiques exceptés. Si un internaute chinois essaie de consulter un article sensible, y compris à travers une recherche, son adresse IP est bloquée pendant plusieurs minutes.
Les autorités chinoises maintiennent le blocage de l'accès par HTTPS depuis le 31 mai 2013, mais la consultation par HTTP est toujours autorisée (ce protocole permet de filtrer les requêtes selon les mots utilisés, ce qui permet de bloquer les articles sensibles). Des gens ont suggéré de contourner le blocage en consultant le site grâce à ses adresses IP miroirs. En 2013, après que Jimmy Wales déclare que Wikipédia n'acceptera aucune censure, le chercheur Shen Yi, de l'université Fudan à Shanghai, réplique que « Wikipédia s'élève durement contre le gouvernement chinois, mais ne montre aucune grandeur lorsqu'elle fait face au gouvernement fédéral américain ou au système judiciaire européen quand ces derniers exigent de modifier ou de supprimer des articles, tout comme de transmettre des informations,. »
Selon un article du 5 juin 2015 du journal Huffington Post, Wikipédia en chinois est bloquée, peu importe le protocole de communication (HTTP et HTTPS).
À partir du 15 mai 2019, toutes les éditions linguistiques de Wikipédia sont inaccessibles en Chine continentale.

### France
L'affaire de la station hertzienne militaire de Pierre-sur-Haute commence en avril 2013. La direction centrale du renseignement intérieur (DCRI) exige de Rémi Mathis, alors administrateur de Wikipédia en français, président de Wikimédia France et citoyen français, de supprimer l'article « Station hertzienne militaire de Pierre-sur-Haute » sous peine d'être gardé à vue. Il s'exécute, puis le mentionne à des collègues administrateurs. Le déroulement attire l'attention de la communauté francophone, puis celle de la communauté wiki élargie. L'affaire prend de l'ampleur médiatique et l'article est remis en ligne,. Quelque temps plus tard, la station est documentée dans des dizaines de langues de Wikipédia.
Le quotidien français 20 Minutes indique que cet incident est un exemple de l'effet Streisand. Le ministère de l'Intérieur de la France n'émet aucun commentaire à la suite d'une demande de l'AFP. Selon une source judiciaire, cette « demande de retrait a été réalisée dans le cadre d'une enquête préliminaire pour « compromission » conduite par la section antiterroriste du Parquet de Paris » parce que l'article comprend « des éléments classifiés relatifs à la chaîne de transmission d'ordre de mise à feu nucléaire ». Télévision Loire 7 s'est attendue à ce que la DCRI lui ordonne de retirer un reportage diffusé depuis 2004 sur son site Web, comprenant des images de la station captées avec la collaboration de l'armée française, mais l'agence n'a rien fait en ce sens.
Le Syndicat des commissaires de la Police nationale a suggéré de recourir au système judiciaire pour forcer le blocage de l'article. Cependant, Reporters sans frontières (RSF) a critiqué le geste de la DCRI. Un porte-parole de RSF explique : « Si l'institution estime que des informations secret défense ont été diffusées, elle a tout loisir de le faire reconnaître par la justice en argumentant et en précisant sa demande. Il revient ensuite au juge, protecteur des libertés fondamentales, d'apprécier la réalité et l'étendue du secret-défense ». Elle ajoute que l'information provient d'un reportage réalisé avec l'aide de l'armée française, il n'y a donc aucune raison d'imputer une faute à une entité qui ne fait que rapporter les informations.

### Inde
La Haute Cour de Delhi a bloqué un article dans la version anglaise de Wikipédia concernant un procès en diffamation intenté par l'agence de presse indienne Asian News International contre la Fondation Wikimédia, jusqu'à ce que l'affaire soit rejetée par la Cour suprême de l'Inde,.

### Iran
Dans le rapport de novembre 2013 du Center for Global Communication Studies de l'université de Pennsylvanie, les chercheurs Collin Anderson et Nima Nazeri affirment avoir analysé 800 000 articles de Wikipédia en persan et découvert que le gouvernement de l'Iran bloque 963 articles. Selon Anderson et Nazeri, les « censeurs visent continuellement les articles de Wikipédia sur les rivaux du gouvernement en place, les croyances des religions minoritaires, les critiques de l'État, les personnalités et la police. Un peu moins de la moitié des pages sont des biographies, y compris d'individus que les autorités auraient exécutés ou emprisonnés,. » Anderson avance que Wikipédia en persan, représentative de l'Internet iranien, constitue « un site utile pour découvrir les types de contenus en ligne interdits et un excellent modèle pour déterminer les motifs de mots bloquants et les filtres appliqués à l'Internet élargi ». En mai 2014, selon le site Mashable, le gouvernement iranien aurait bloqué deux pages de Wikipédia en persan ou plus. Selon RSF, le gouvernement iranien a bloqué l'accès à Wikipédia en kurde pendant de longues périodes.

### Italie
Le 4 octobre 2011, à la suite d'une décision de la communauté de Wikipédia en italien, la consultation de cette Wikipédia est bloquée par ses administrateurs pour protester contre le paragraphe 29 de la DDL intercettazioni (une loi sur l'écoute électronique). Le projet de loi autorise n'importe qui se croyant lésé par le contenu d'un site Web d'obtenir un droit de réplique ne pouvant être ni modifié ni critiqué, sur le même site, dans les 48 heures sans évaluation préliminaire par un juge du délit supposé, ou subir une amende de 12 000 €.
Les 4, 5 et 6 octobre de cette même année, toutes les pages redirigent vers une déclaration exprimant l'opposition au projet de loi. Le 7 octobre, les pages de Wikipédia en italien reviennent en ligne, mais un bandeau dans le haut des pages exprime toujours l'opposition de cette communauté.

### Ouzbékistan
Wikipédia en ouzbek a été complètement bloquée et a attiré l'attention des médias internationaux, vers la fin février 2012. Les internautes de l'Ouzbékistan ont été redirigés vers le site MSN de Microsoft, mais ils ont pu consulter les articles des autres versions linguistiques de Wikipédia.

### Pakistan
Pendant sept heures le 31 mars 2006, l'ensemble du domaine Wikipedia.org est bloqué au Pakistan parce qu'un article comprend des informations sur les caricatures de Mahomet du journal Jyllands-Posten,,. En mai 2010, Wikipédia en anglais est bloquée pendant la controverse entourant l’Everybody Draw Mohammed Day,. Le 1er février 2023, l'Autorité des télécommunications au Pakistan (PTA) dégrade l'accès à Wikipédia pour une durée de quarante-huit heures, en menaçant de bloquer tout à fait l'accès au site si certains contenus jugés blasphématoires n'en sont pas retirés,. Au terme de ce délai, Wikipédia est en effet bloquée dans le pays. Le 6 février, le Premier ministre pakistanais demande que la mesure de blocage soit levée.

### Royaume-Uni

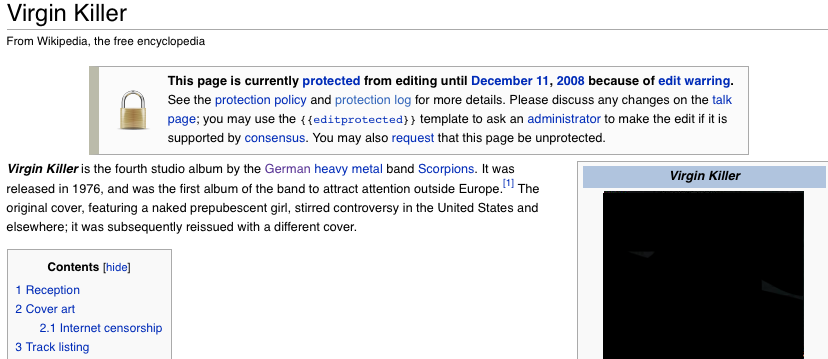
Capture d'écran de l'article Virgin Killer censuré sur Wikipédia en anglais.

En décembre 2008, l'Internet Watch Foundation (IWF) ajoute l'article en anglais Virgin Killer, portant sur un disque du groupe Scorpions, sur sa liste noire à cause de la pochette du disque qui montre une fillette nue de face, ce qui contreviendrait aux lois sur la pédopornographie. L'image est catégorisée au plus faible niveau possible : « pose érotique sans activité à caractère sexuel ». En conséquence, les internautes britanniques utilisant les services des FAI majeurs du Royaume-Uni sont interdits de consultation de l'article,, et une partie significative des internautes du Royaume-Uni est interdite de modifier Wikipédia à cause de la méthode utilisée pour bloquer le contenu sensible. À la suite de discussions, de représentations par la Wikimedia Foundation (qui héberge Wikipédia) et de plaintes du public, l'IWF annule sa décision trois jours plus tard.

### Russie
En 2012 une loi de protection de l'enfance et de la santé est passée, créant une liste noire de sites sur laquelle Wikipédia est inscrite dès 2013 et permettant au Roskomnadzor de bloquer le site s'il n'apporte pas les modifications demandées. L'inscription s'est faite notamment en raison de l'article « Курение каннабиса » (« Consommation de cannabis »), à la suite d'une décision du service fédéral de contrôle des drogues,.
Le 31 mars 2013, le journal The New York Times rapporte que la Russie commence à « bloquer Internet de façon sélective ». En 2015, le Roskomnadzor demande à nouveau à Wikipédia en russe de supprimer des pages ayant trait à la drogue, partant d'une décision de justice de juin 2015 stipulant qu'il est interdit de détailler la préparation de drogues interdites en Russie. La Fondation Wikimédia refuse de nouveau de censurer des informations sourcées et vérifiées, ce qui aboutit à un blocage de l'ensemble de l'encyclopédie du 24 au 25 août 2015,.
En 2022, à la suite de la création de la page « Invasion de l'Ukraine par la Russie » sur Wikipédia en russe (« Вторжение России на Украину (2022) »), la fondation reçoit une nouvelle demande du Roskomnadzor dans le cadre de la désinformation alors en vigueur interdisant l'utilisation des mots « guerre », « invasion » ou tout autre élément de langage non approuvé par l’État,. Le service fédéral demande une réécriture de la page et la modification du nombre de victimes et des sanctions économiques mentionnés, menaçant à nouveau de suspendre l'accès à l'encyclopédie,,. La fondation Wikimédia publie un communiqué indiquant qu'elle ne souhaite pas censurer la page :
« Tuesday’s takedown request threatened censorship. Denying people access to reliable information, at a time of crisis, can have life-altering consequences. We join Wikimedia Russia, the independent Russia based Wikimedia affiliate and the broader community of Russian Wikipedia volunteers in defending the right of volunteers to continue their diligent work of editing Wikipedia with the most up-to-date and reliable information available related to Russia’s invasion of Ukraine. »
« La demande de mardi est une menace de censure. Refuser aux gens l'accès à des informations fiables, en temps de crise, peut avoir des conséquences vitales. Nous nous joignons à Wikimédia Russie, l'organisation russe indépendante affiliée à Wikimédia et à la communauté élargie des volontaires russes de Wikipédia pour défendre le droit des volontaires à poursuivre leur travail d'édition sur Wikipedia, avec les informations les plus récentes et les plus fiables disponibles concernant l'invasion de l'Ukraine par la Russie. »
— Fondation Wikimédia
Le 11 mars suivant, l'un des plus importants contributeurs russophones vivant en Biélorussie est arrêté à son domicile. Son identité et ses informations personnelles ont été diffusées la veille sur une chaîne Telegram visant à dénoncer des personnes véhiculant de « fausses informations » sur le conflit,,.
Le 19 décembre 2023, Stanislav Kozlovski, directeur de Wikimédia Russie (ru), annonce la fermeture de l'association parce qu'il est menacé d'être considéré comme « agent étranger ». Interviewé par l'agence TASS, il souhaite que cela ne nuise pas à l'encyclopédie, mais déclare : « Ils parlent de la bloquer depuis plus de dix ans et, formellement, cela pourrait arriver n'importe quand ». À la suite de cette fermeture, la version russophone de Wikipédia est interdite fin 2023 et le Kremlin met en ligne en 2024 un fork « corrigé ». Cette copie, constituée à partir de la version originale, présente les faits selon la version officielle du Kremlin,.

### Syrie
Wikipédia en arabe a été bloquée du 30 avril 2008 au 13 février 2009 en Syrie, mais aucune autre édition de Wikipédia n'a subi le même sort,.

### Tunisie
Le site Wikimedia.org a été bloqué du 23 au 27 novembre 2006 en Tunisie.

### Turkménistan
Wikipédia a été bloqué en novembre 2019 au Turkménistan. Cela ferait suite aux modifications intervenues le 5 novembre sur Wikipédia en russe. La biographie du président Gurbanguly Berdimuhamedow a été complétée par des câbles diplomatiques américains publiés par Wikileaks.

### Turquie

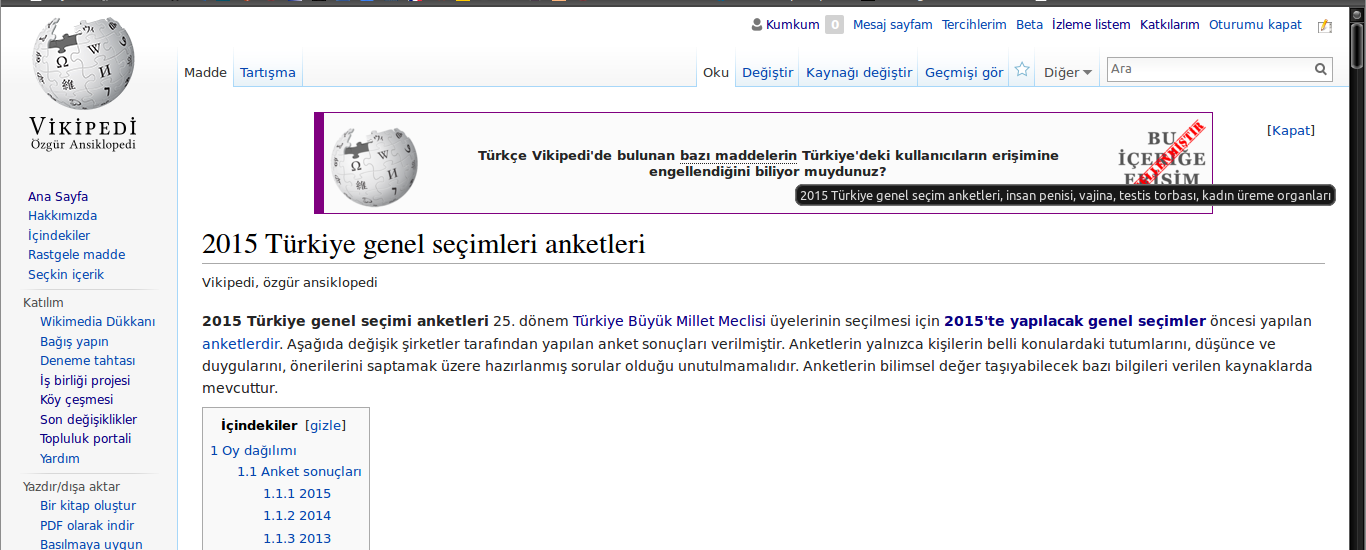
Capture d'écran de Wikipédia en turc, où un bandeau critiquant la censure est appliqué en juin 2015.

En avril 2017, le groupe de surveillance Turkey Blocks (en) rapporte qu'une ordonnance administrative provisoire bloque l'accès à toutes les éditions linguistiques de Wikipédia en Turquie. Les internautes turcs ne peuvent se connecter sur Wikipédia qu'en passant par VPN (réseau privé virtuel). Quelques heures plus tard, le même site informe que la décision a été validée par jugement et devient définitive.
La justice turque refuse un recours de la Wikimedia Fondation le 5 mai 2017. Les autorités turques demandent la suppression de certains articles pour lever le blocage de Wikipedia.
Le 27 décembre 2019, la Cour constitutionnelle du pays juge que le blocage de l'encyclopédie constituait une violation de la liberté d'expression.

### Venezuela
En janvier 2019, l'accès à Wikipédia est coupé à la suite d'une guerre d'édition concernant la version espagnole de l'article Juan Guaidó,. Wikidata et Wikimedia Commons ne sont pas affectées. La coupure est complète pendant deux jours, puis quelques pages restent inaccessibles.

## Effet du chiffrement HTTPS
En 2015, la Wikimedia Foundation annonce l'utilisation du protocole de communication chiffré HTTPS pour tout le trafic Wikimedia, dans l'optique de contrer la surveillance de masse exercée par la National Security Agency (NSA), agence de renseignement américaine, qui profite en particulier des insuffisances du protocole de communication HTTP en matière de sécurité,. En mai 2017, une étude du Berkman Klein Center for Internet & Society relève que contrairement à certaines craintes exprimées lors des débats nourris sur le passage au chiffrement HTTPS, ce changement a contribué à faire baisser la censure de Wikipédia dans le monde. Le HTTPS empêchant les censeurs de voir quelles pages les internautes consultent, le risque était que des États comme la Russie et le Royaume-Uni, qui bloquaient l'accès à certaines pages du site uniquement, décident de censurer l’intégralité du site.

### Citations originales
1. ↑  (en) « watered down and sanitized »
2. ↑  (en) « By blocking Wikipedia, we lose a chance to present China's voice to the world, allowing evil cults, Taiwan independence forces and others… to present a distorted image of China »
3. ↑  (en) « Wikipedia is tough against the Chinese government, it may not necessarily be so grand when faced with US government or European justice systems' requirements to modify or delete articles or disclose information »
4. ↑  (en) « Censors repeatedly targeted Wikipedia pages about government rivals, minority religious beliefs, and criticisms of the state, officials, and the police. Just under half of the blocked Wiki-pages are biographies, including pages about individuals the authorities have allegedly detained or killed. »
5. ↑  (en) « useful place to uncover the types of online content forbidden and an excellent template to identify keyword blocking themes and filtering rules that apply across the greater internet »
6. ↑  (en) « erotic posing with no sexual activity »
7. ↑  (en) « Selectively Blocking [the] Internet »